# Alchemilla kolaensis
Alchemilla kolaensis é uma espécie de rosácea do gênero Alchemilla, pertencente à família Rosaceae.